# Großsteingrab Sunberig
Direkt am Deich westlich von Utersum, einem Dorf auf der Insel Föhr, im Kreis Nordfriesland in Schleswig-Holstein liegt das Großsteingrab Sunberig. Es handelt sich um einen kistenartigen Dolmen aus der Steinzeit.
Das Grab wurde 1895 in Absprache mit dem Landesmuseum durch den Lehrer Heinrich Philippsen geöffnet. Man fand ein dünnnackiges Steinbeil, Knochenreste und die Asche eines Totenfeuers.
Im Atlas der Megalithgräber Deutschlands von Ernst Sprockhoff wird der Dolmen als Sprockhoff 13 geführt.

## Die Kammer
Die Grabkammer liegt in einem nunmehr kaum sichtbaren Hügel und ist in nordwest-südöstlicher Richtung orientiert. Die Langseiten bestehen aus je zwei liegenden Tragsteinen, was die Anlage als Urdolmen ausweist. Der nordwestliche Abschluss aus einem schmalen Träger, gegenüber liegt vor dem Eingang eine Steinplatte. Am Nordwestende ist ein großer flacher Deckstein aufgelegt, der Rest eines anderen Decksteins ist abgewälzt. Die Kammer ist nur etwa 1,8 m × 0,6 m groß.